# Peter Weingärtner
Peter Weingärtner (ur. 14 czerwca 1913, zm. 13 grudnia 1945 w Hameln) – zbrodniarz hitlerowski, członek załogi obozów koncentracyjnych Auschwitz-Birkenau i Bergen-Belsen oraz SS-Hauptscharführer.
Urodził się w Puticini (wówczas Jugosławia), z zawodu był stolarzem. Po ataku III Rzeszy na Jugosławię w 1941 od marca tego roku walczył w szeregach armii jugosłowiańskiej. Pod koniec kwietnia 1941 Weingärtner trafił do niewoli niemieckiej, z której szybko został zwolniony. 19 października 1942 został wcielony do SS i skierowany do Auschwitz-Birkenau, gdzie pełnił służbę jako blokowy (Blockführer) do 19 stycznia 1945. Od lutego 1945 Weingärtner był blokowym w Bergen-Belsen.
W pierwszym procesie załogi Bergen-Belsen, podczas którego rozpatrywano także jego zbrodniczą działalność w Auschwitz, Weingärtner skazany został przez brytyjski Trybunał Wojskowy na karę śmierci. Wyrok wykonano przez powieszenie pod koniec 1945 w więzieniu Hameln.